# Limburgs Voortgezet Onderwijs
De Stichting Limburgs Voortgezet Onderwijs (veelal afgekort LVO genoemd) is een conglomeraat van 25 middelbare scholen in de Nederlandse provincie Limburg en een in Noord-Brabant. De stichting is opgericht in 2004 en gevestigd te Sittard. 
De stichting vormt het dagelijks bestuur van 24 scholen met in 2018 in totaal zo'n 25.000 leerlingen en 2.750 medewerkers. Een groot deel van Limburg is krimpgebied, het aantal leerlingen is daardoor in 10 jaar tijd met 4000 verminderd. De scholen bieden onderwijs aan in alle varianten van voortgezet onderwijs: praktijkonderwijs, vmbo, havo, atheneum en gymnasium, elk met een eigen identiteit. Zo zijn er katholieke, interconfessionele en openbare scholen.

## Scholen
- Bernard Lievegoed College - Maastricht
- Bonnefanten College - Maastricht
- Bouwens van der Boijecollege - Panningen
- BRAVO! College Cranendonck - Budel
- Broeklandcollege - Hoensbroek
- Buurtcollege Agora Maas en Peel - Panningen
- Compass - Brunssum
- DaCapo College - Sittard-Geleen
- Dendron College - Horst
- Emmacollege - Heerlen-Hoensbroek
- Graaf Huyn College - Geleen
- Groenewald - Stein
- Grotiuscollege - Heerlen
- Het College - Weert
- Het Kwadrant - Weert
- Philips van Horne - Weert
- Porta Mosana College - Maastricht
- Raayland College - Venray
- Sint-Janscollege - Hoensbroek
- Sint-Maartenscollege - Maastricht
- Sophianum - Gulpen
- Stella Maris College - Meerssen
- Terra Nigra - Maastricht
- United World College Maastricht - Maastricht
- VMBO Maastricht - Maastricht
- Vrijeschool Parkstad - Heerlen